# Tom Kalkman
Tom Kalkman (1985) is een Nederlands voormalig korfballer en huidig korfbalcoach. Hij werd één keer Nederlands kampioen zaalkorfbal met PKC en won één Europacup met Fortuna.

## Spelerscarrière

### Begin van carrière
Kalkman begon met korfbal bij het Delftse Excelsior. In de jeugd verruilde hij van club en sloot zich aan bij het grotere Fortuna.

### Fortuna
In seizoen 2004-2005 maakte Kalkman, op 19-jarige leeftijd, zijn debuut in het eerste team van Fortuna, dat onder leiding stond van coach Hans Heemskerk.
De ploeg was zaalkampioen van 2004 geworden, waardoor Kalkman mee kon doen aan de Europacup van 2005. Fortuna doorliep de poulefase en won de finale van het Belgische AKC, maar zag wel Kalkman geblesseerd uitvallen in het toernooi.
In het seizoen erna, 2005-2006 speelde Kalkman in het 2e team van Fortuna, maar kreeg wel speelminuten in 3 wedstrijden in de nieuw opgerichte Korfbal League.
In dit seizoen stond Fortuna in de zaal en op het veld in de play-offs, maar dat was in beide gevallen de eindhalte. Zo verloor Fortuna in de zaal tegen DOS'46 en op het veld van AKC Blauw-Wit.
In 2006 kreeg Fortuna een nieuwe hoofdcoach, namelijk Hans Leeuwenhoek. Onder zijn leiding kreeg Kalkman geen minuten in het eerste team in seizoen 2006-2007.
Kalkman maakte nog een uitstap terug naar Excelsior, waar hij in 2007-2008 speelde. Echter keerde hij het seizoen erna weer terug.
Vanaf seizoen 2008-2009 werd Gert-Jan Kraaijeveld de nieuwe coach bij Fortuna en Kalkman werd in dit seizoen de 6e heer van het team. Terwijl Thomas Reijgersberg de eerste invaller was, speelde Kalkman alsnog in 8 Korfbal League wedstrijden.
In dit seizoen werd Fortuna in de zaalcompetitie in de play-offs uitgeschakeld door DOS'46, maar won het wel de kleine finale in Ahoy. Hierdoor was Fortuna alsnog 3e van Nederland.
In de veldcompetitie werd Fortuna in de play-offs uitgeschakeld door Deetos.
In seizoen 2009-2010 kreeg Kalkman geen minuten in het eerste team. Hierdoor ging Kalkman op zoek naar een andere uitdaging.

### PKC
In 2010 sloot Kalkman zich aan bij PKC, een ploeg dat onder leiding stond van oud bondscoach Ben Crum.
Onder Crums leiding kreeg Kalkman meteen een basisplaats in seizoen 2010-2011. In dit seizoen werd PKC in de zaal 4e en haalde zo de play-offs. In de play-off serie won PKC van het nummer 1 geplaatste Koog Zaandijk waardoor het zich plaatste voor de zaalfinale. In de zaalfinale verloor PKC van TOP met 21-19. Ook in de veldcompetitie voltrok zich hetzelfde scenario, waarbij PKC in de finale tegen TOP stond. Ook nu verloor PKC, dit maal met 15-12.
In het seizoen erna, 2011-2012 werd Kalkman de 3e scorer van het team, achter Suzanne Struik en Laurens Leeuwenhoek. PKC won in de play-offs van AKC Blauw-Wit en stond voor het 2e jaar op rij in de zaalfinale. Dit maal was Koog Zaandijk de tegenstander. De finale bleek spannend, maar uiteindelijk won Koog Zaandijk met 20-19.
Seizoen 2012-2013 was het derde en tevens laatste seizoen van Kalkman bij PKC. Hij verloor zijn basisplaats aan Danny den Dunnen, maar zag wel een succesvol seizoen. In de zaal won PKC in de play-offs van Blauw-Wit, waardoor het wederom in de zaalfinale stond. In de finale won PKC van Kalkmans oude ploeg Fortuna met 20-19. Iets later, in de veldcompetitie stond PKC ook in de finale. Echter won Blauw-Wit de einddtrijd met 25-22. Met een zaaltitel op zak nam Kalkman afscheid van PKC.

### Return bij Fortuna
In 2013 keerde Kalkman terug bij Fortuna. De ploeg had afscheid genomen van speler Barry Schep en de ploeg moest verjongen.
Onder de coaches Ard Korporaal en Joost Preuninger kreeg Kalkman bij zijn return in seizoen 2013-2014 een basisplaats in het team.
In dit seizoen werd Fortuna in de Korfbal League 3e en verloor het in de play-offs uitgerekend van PKC. In de kleine finale in Ahoy won Fortuna wel, waardoor het 3e van Nederland werd.
Iets later, in de veldcompetitie, won Fortuna in de kruisfinale wel van PKC en plaatste het zich hierdoor voor de veldfinale. Het werd de eerste veldfinale van Kalkmans carrière. Fortuna verloor echter met 17-15 van Koog Zaandijk.
In seizoen 2014-2015 haalde Fortuna in de korfbal league net geen nacompetitie; de ploeg kwam 2 punten tekort voor nacompetitie. In de veldcompetitie werd Fortuna in de kruisfinale uitgeschakeld.
Seizoen 2015-2016 werd het laatste seizoen van Kalkman op het hoogste niveau. Het werd een afscheid via de achterdeur, want voor het tweede jaar op rij haalde Fortuna in de zaal geen play-offs.

## Erelijst
- Nederlands kampioen zaalkorfbal, 1× (2013)
- Europacup kampioen zaalkorfbal, 1× (2005)

## Coach
In 2020 werd Kalkman de nieuwe hoofdcoach bij Avanti uit Pijnacker. Hiermee verving Kalkman de vertrekkend coach Marrien Ekelmans.
Hij stopte na seizoen 2021-2022 en werd vervangen door Mena Kuhuwael.